# Stomphia didemon
Stomphia didemon är en havsanemonart som beskrevs av August Siebert 1973. Stomphia didemon ingår i släktet Stomphia och familjen Actinostolidae. Inga underarter finns listade i Catalogue of Life.